# قرشيات حقيقية
القرشيات الحقيقية (الاسم العلمي: Euselachii) هي صنف فرعي من الأسماك تتبع صنف الأشلاق.

## التصنيف
- الشفنينيات
  - ورنكيات الشكل
    - الورنكية
    - الورنكية